# Высшая школа графики и книжного искусства
Высшая школа графики и книжного искусства (нем. Hochschule für Grafik und Buchkunst Leipzig) — высшее учебное заведение художественного профиля в немецком городе Лейпциг в федеральной земле Саксония. Основанная в 1764 году, она является одной из старейших государственных художественных академий в Германии.
Более 600 студентов проходят здесь обучение по четырём направлениям: изобразительное искусство/ графика, книжное оформление/ графический дизайн, фотография и медиаискусство. Кроме того, с 2009 года предлагается уникальная магистерская программа «Культура кураторства».

## История
Академия живописи (нем. Akademie für Malerey), как изначально называлось это учебное заведение, была основана 6 февраля 1764 года принцем-регентом Францем-Ксавером и изначально административно подчинялась основанной в том же году Дрезденской академии изобразительных искусств. Её первым директором стал Адам Фридрих Эзер, занимавший этот пост вплоть до своей смерти в 1799 году. Выпускники академии при этом с самого начала тесно сотрудничали с многочисленными книжными и газетными издательствами города.
Официально начавшая свою работу осенью 1764 года в административном здании возле церкви св. Фомы, летом 1765 года лейпцигская академия заняла помещения в западном крыле городского замка Плайсенбург (современная Новая ратуша). Самым известным студентом этого периода был, несомненно, Иоганн Вольфганг Гёте, с осени 1765 года посещавший здесь уроки рисования у Эзера, с которым его и в последующие годы связывали тесные дружеские отношения.
Около 1800 года высшая школа была расширена до Академии рисования, живописи и архитектуры (нем. Zeichnungs-, Malerey- und Architectur-Academie), и в 1835 году переименована в Академию изобразительных искусств (нем. Akademie der bildenden Künste).
В связи с основанием Королевской строительно-ремесленной школы (нем. Königlich Sächsische Baugewerkenschule zu Leipzig) в 1838 году архитектурное отделение академии было распущено в 1863 году; прочие отделения академии подверглись ревизии и реорганизации. Несмотря на закрытие отделений строительного ремесла и скульптуры в 1890-х годах (в связи с основанием Городской ремесленной школы (нем. Städtische Gewerbeschule zu Leipzig) в 1875 году), академия открыла новое отделение фотографии и, кроме того, в 1887—1890 годах получила собственное репрезентативное здание в стиле итальянского Возрождения поблизости от центра города в так называемом Квартале музыки на улице Wächterstrasse 11.
В 1900 году академия вновь поменяла своё название, став Королевской академией графических искусств и книжного ремесла (нем. Königliche Akademie für graphische Künste und Buchgewerbe), и после провозглашения республики в 1918 году — Государственной академией графических искусств и книжного ремесла.
С 1905 года лейпцигская академия начала первой среди прочих школ искусств принимать на обучение женщин, обретя такую популярность, что к 1913 году студентки составляли более половины её слушателей. В конце 1930-х годов академия была — по числу обучающихся — третьей по размеру художественной школой в Германии (после Вены и Берлина).
По окончании Второй мировой войны высшая школа возобновила свою деятельность 26 апреля 1947 года, получив с 1950 года своё современное наименование Высшая школа графики и книжного искусства (нем. Hochschule für Grafik und Buchkunst), оставаясь и во времена ГДР одной из ведущих академий искусств. Особую роль здесь сыграла так называемая Лейпцигская школа изобразительного искусства, которая хотя и не сводится к какому-либо одному определённому художественному стилю, однако творчески объединяла профессоров и выпускников академии. К достойным упоминания именам этого времени относятся, кроме прочего: Вольфганг Маттойер, Бернхард Хайзиг, Вернер Тюбке, Арно Ринк и Зигхард Гилле. Традиции Лейпцигской школы в настоящее время продолжает Новая лейпцигская школа, наиболее известным представителем которой является Нео Раух — выпускник и позднее профессор Высшей школы графики и книжного искусства.